# Kerma (Physik)
Kerma ist eine physikalische Größe der Strahlenphysik.
Der Begriff ist eine Abkürzung für die Wörter kinetic energy released per unit mass oder auch kinetic energy released in matter. Die Kerma ist die auf Sekundärteilchen der ersten Generation übertragene Bewegungsenergie Ekin dividiert durch die bestrahlte Masse m:
{\displaystyle K={\frac {\mathrm {d} E_{\mathrm {kin} }}{\mathrm {d} m}}={\frac {1}{\rho }}\ {\frac {\mathrm {d} E_{\mathrm {kin} }}{\mathrm {d} V}}}
Dabei ist {\displaystyle \rho } die Dichte der betrachteten Masse und {\displaystyle V} deren Volumen.
Die Kerma ist immer vom bestrahlten Medium abhängig. Sie wird nur bei indirekt ionisierender Strahlung (Neutronen, Photonen) berechnet bzw. gemessen und beschreibt, wie viel Energie in einem Masseelement auf die Materie übertragen wird. Sekundärteilchen bei Photonenwechselwirkung sind sekundäre Elektronen. Im Sekundärelektronengleichgewicht ist der absolute Wert gleich dem der Energiedosis, da genauso viel Energie eingebracht, wie entfernt wird. Bei niederenergetischer Strahlung, wie sie in der radiologischen Diagnostik anzutreffen ist, entspricht die Energiedosis daher annähernd der Kerma.
Bei höherenergetischer Strahlung, wie sie in der Strahlentherapie zum Einsatz kommt, ist die Kerma jedoch erheblich höher als die absorbierte Dosis, da hochenergetische Elektronen und Bremsstrahlung das Volumenelement verlassen können, ohne in Wechselwirkung zu treten. Dieser, das Volumen verlassende Strahlungsanteil, wird dem Kerma zugeschlagen, nicht jedoch der Energiedosis.

## Einheit
Die SI-Einheit der Kerma ist das Gray (Gy), anders ausgedrückt Joule/Kilogramm.

## Kermaleistung
Die Kermaleistung ist der Differentialquotient der Kerma nach der Zeit.
{\displaystyle {\dot {K}}\ =\ {\frac {\mathrm {d} K}{\mathrm {d} t}}\ }
Die SI-Einheit ist Gray/Sekunde oder Watt/Kilogramm.